# Abbaye Santa Maria di Faifoli
 (mars 2024).
L'abbaye Santa Maria di Faifoli est une ancienne abbaye bénédictine, située en Italie, dans la commune de Montagano (Molise, province de Campobasso).

## Histoire
Dans la région du centre samnite de Fagifulae, devenu par la suite une municipalité romaine, une communauté bénédictine s'est formée à l'époque médiévale, donnant naissance à l'abbaye de Santa Maria di Faifula.
Les premières sources historiques sur l'abbaye remontent à 1134. En 1230, l'abbaye accueillit pour la première fois Pietro Angelerio, futur pape Célestin V, qui revint par la suite à Faifula en 1276 en tant qu'abbé, appelé par l'archevêque de Bénévent Capoferro pour résoudre le litige avec Simone Santangelo, seigneur de Montagano. Charles Ier d'Anjou, par une lettre du 27 septembre 1278, demanda au justicier de Terra di Lavoro d'arrêter les abus du seigneur de Montagano, mais, face à l'inefficacité de cet appel, l'abbé transféra les moines au monastère de San Giovanni in Piano, près d'Apricena.
À partir de ce moment, une période de déclin progressif commença. L'abbaye resta bénédictine jusqu'en 1808, lors de la suppression de l'ordre par les Français. Les derniers moines propriétaires de l'abbaye furent de la congrégation des Célestins de Bénévent, auxquels succédèrent des propriétaires privés jusqu'à la cession de l'église à la commune de Montagano le 28 février 1998.

## L'abbaye
De l'abbaye, il ne reste que l'église, caractérisée par une façade à pignon avec un portail gothique orné d'arcs en ogive, au-dessus duquel se trouve d'abord une petite niche puis une grande fenêtre en demi-cercle. Une inscription gravée sur le chapiteau de gauche date le portail de 1263.
L'intérieur est à trois nefs, avec la nef centrale deux fois plus large que les latérales. Sur les six piliers carrés qui divisent les nefs et sur lesquels reposent des arcs en plein cintre, se trouvent deux plaques commémorant les travaux de restauration commandés par le cardinal Orsini.
L'église conserve une statue en bois de la Vierge, dite "dell'Incoronata", où la Vierge est assise sur un tronc d'arbre au lieu du trône habituel. Une autre œuvre remarquable est un tableau de 1705 représentant la Vierge avec l'Enfant Jésus dans ses bras.